# بالگردگاه ایستگاه سی
بالگردگاه ایستگاه سی (به انگلیسی: Station Thirty Heliport) یک فرودگاه خصوصی است. این فرودگاه در کشور ایالات متحده آمریکا قرار دارد و در ارتفاع ۱۳ متری از سطح دریا واقع شده است.